# Alex LoRe
Alex LoRe (* um 1990) ist ein US-amerikanischer Jazzmusiker (Altsaxophon, Komposition) des Modern Jazz.

## Leben und Wirken
LoRe beschäftigte sich im Rahmen seiner Ausbildung zunächst mit klassischer Musik, bevor er sich – unterstützt von seinen Mentoren Lee Konitz und James Moody – dem Jazz zuwandte. Erste Aufnahmen entstanden 2008 mit The Jazz Conceptions Orchestra. In den folgenden Jahren spielte er u. a. in Daniel Jamieson's Danjam Orchestra, mit dem Lucas Pino No Net Nonet, außerdem mit Paul Jones, dem Annie Chen Octet und Yunan Su. 2013 nahm er mit George Garzone, Desmond White und Colin Stranahan sein Debütalbum Dream House (Inner Circle) auf; seine Kompositionen reflektieren Einflüsse aus europäischer Klassik, Post Bop bis hin zum Pop. 2016 folgte das Album More Figs and Blue Things (Inner Circle). Im Bereich des Jazz war er zwischen 2008 und 2018 an zehn Aufnahmesessions beteiligt. Für Ben Ratliff (The New York Times) ist LoRe ein Saxophonist, der „die Verbindung mit dem Wert von über 70 Jahren besinnlichen, klaren und leichttönenden Jazzspielen herstellt.“ 2018 folgte das Album Karol, an dem George Garzone als Gastsolist beteiligt war, und 2023 das Album Evening Will Find Itself, aufgenommen mit Glenn Zaleski, Desmond White und Allan Mednard.
Zu hören war er u. a. auch auf Marta Sánchez’ Album SAAM (Spanish American Art Museum) (Whirlwind, 2022).